# توماس ورون لوپی
توماس ورون لوپی (انگلیسی: Tomás Verón Lupi؛ زادهٔ ۳ سپتامبر ۲۰۰۰) بازیکن فوتبال اهل آرژانتین است.
وی همچنین در تیم ملی فوتبال Argentina U19 بازی کرده‌است.